# Geeste (gemeente)
Geeste is een gemeente in het landkreis Emsland in de Duitse deelstaat Nedersaksen. Geeste telt 11.575 inwoners en omvat 133,07 km².

## Geografie, infrastructuur
Het gemeentebestuur  van Geeste  zetelt te Dalum. Ook het gemeente-archief van Geeste staat in dat dorp.

### Indeling van de gemeente
De gemeente is onderverdeeld in de kerngebieden (Ortsteile):
|  | 1. Bramhar 2. Dalum, incl. Großer Sand 3. Geeste 4. Groß Hesepe 5. Klein Hesepe 6. Osterbrock, aan het Dortmund-Eemskanaal 7. Varloh |

De nummers op het kaartje corresponderen met die in bovenstaande opsomming.
Dalum en de beide Hesepes liggen ten westen van de Eems, de andere plaatsen ten oosten daarvan.

### Bevolkingscijfers
Volgens de website van de gemeente Geeste was de bevolking als volgt over de Ortsteile verdeeld:
- Bramhar: 191 personen
- Dalum: 4.770
- Geeste: 1.879
- Groß Hesepe: 2.422
- Klein Hesepe:   851
- Osterbrock: 1.757
- Varloh:  174

Stand: juni 2022.

### Buurgemeentes
- In het noordwesten: Twist, dat aan de grens met de Nederlandse provincie Drenthe ligt
- In het noorden: Meppen
- In het oosten: Haselünne en iets verder zuidelijk de Samtgemeinde Lengerich
- In het zuiden: Lingen
- In het zuidwesten: Wietmarschen

### Wegverkeer
De twee belangrijkste verkeersaders in de gemeente lopen van noord naar zuid v.v.:
- De Autobahn A31 Oost-Friesland - Ruhrgebied, ten westen van de Eems: afrit 23 enige kilometers ten westen van Dalum; aan de A31 staat sedert het jaar 2000, nabij een parkeerplaats, een oecumenisch-christelijke snelwegkerk met de naam Autobahnkapelle Jesus - Brot des Lebens[2].
- De Bundesstraße 70 Meppen-Lingen, ten oosten van de Eems, grotendeels parallel aan de westkant van het Dortmund-Eemskanaal.

### Waterwegen
Ook de twee belangrijkste waterwegen in de gemeente lopen van noord naar zuid v.v.:
- De rivier de Eems, waarop vrijwel geen scheepvaart plaatsvindt; en 3 à 5 km meer oostelijk:
- het Dortmund-Eemskanaal (DEK), hoofdscheepvaartroute; bij Varloh ligt een sluis in het DEK.

### Openbaar vervoer
Aan de zuidwestkant van het dorp Osterbrock ligt sedert 1856 station Geeste aan de spoorlijn Rheine-Emden, die in het Duits Emslandstrecke wordt genoemd. Ieder uur stopt er in beide richtingen een stoptrein.
Het openbaar vervoer per bus in, van en naar de gemeente is beperkt. Een streekbus naar Meppen v.v. rijdt op werkdagen circa 8 ritten per dag, waarvan 4 in de spitsuren; op zaterdag rijdt deze bus 2 x per dag, en op zon- en feestdagen in het geheel niet.  Daarnaast rijdt een aantal buurtbussen.

## Economie
Geeste beschikt over 3 bedrijventerreinen (waarvan één aan de A31), waar voornamelijk midden- en kleinbedrijf van regionaal en plaatselijke betekenis is gevestigd, alsmede enkele kleine fabrieken in zeer uiteenlopende branches. 
In de gemeente is het toerisme van toenemend belang. De landbouw, die de gemeente eeuwenlang beheerste, is ook nog van belang, maar de werkgelegenheid in de agrarische sector neemt af. Dit geldt ook voor de aardoliewinning, zie hierna: Geschiedenis.
Geeste trekt in toenemende mate woonforensen aan, die een werkkring in Lingen of Meppen hebben.

## Geschiedenis

### Tot 1933
In de Jonge Steentijd leefden in dit gebied reeds mensen. Getuige de aanwezigheid  van hunebedden in de omliggende streken, kunnen dit dragers van de trechterbekercultuur (3200-2500 v.Chr.) geweest zijn. Ten oosten van de Eems zijn bij archeologisch onderzoek ook bodemvondsten gedaan, die op bewoning gedurende de Bronstijd (1400-700 v.Chr.) duiden.
De meeste dorpen van de gemeente Geeste dateren van de vroege middeleeuwen. Het waren nederzettingen van Saksische boeren. Alleen Osterbrock ontstond pas in 1932 als nederzetting van kleine boeren.

### Nazi-kampen (Emslandlager)

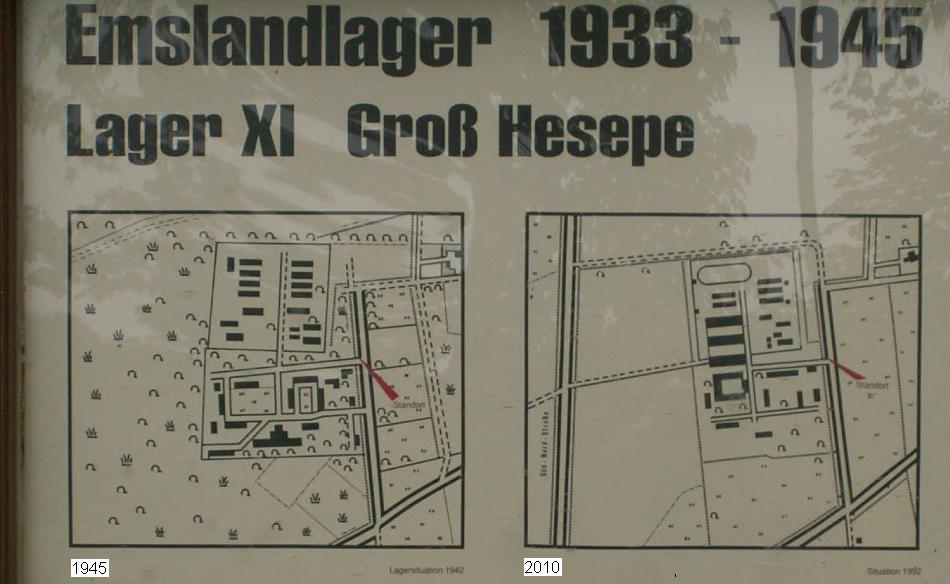
Plattegrond Kamp Groß Hesepe 1939 en 2010
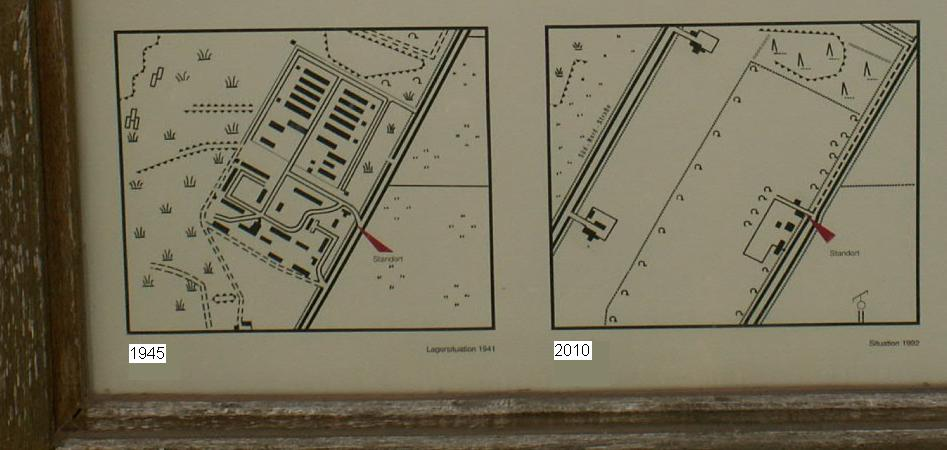
Plattegrond Kamp Dalum 1939 en 2010
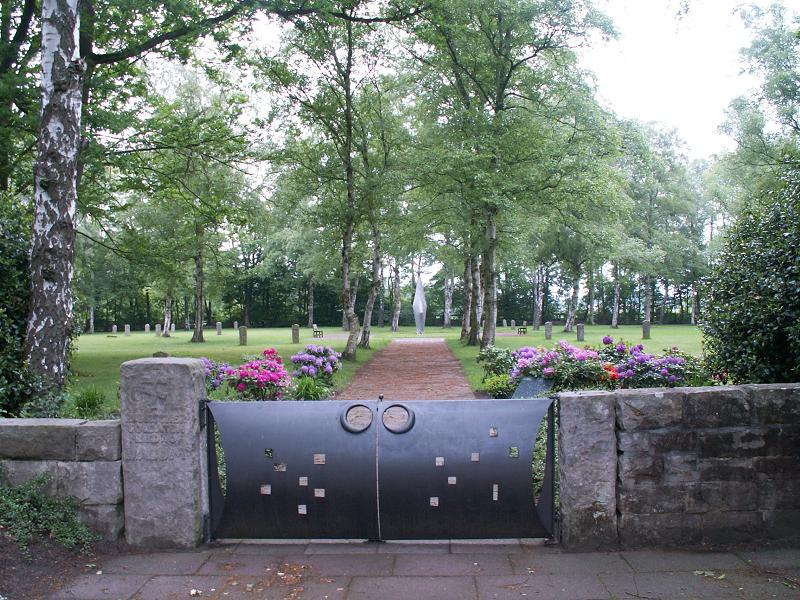
Begraafplaats Kamp Dalum

In de Tweede Wereldoorlog waren er binnen de gemeente enige van de vijftien beruchte Emslandlager gesitueerd. Dit waren in het Derde Rijk kampen, waar dwangarbeiders onder vaak onmenselijke omstandigheden en onder commando van soms uitzonderlijk wrede bewakers tewerkgesteld werden, en die daardoor soms het karakter van concentratiekampen kregen.
Zie:
- Kamp nr. 11: Kamp Groß Hesepe, vooral voor Poolse en Russische krijgsgevangenen, officieel concentratiekamp nr. 504
- Kamp nr. 12: Kamp Dalum, officieel concentratiekamp nr. 260. In 1944 buitenkamp van Concentratiekamp Neuengamme. Hier zijn tweeduizend mannen uit Rotterdam tewerkgesteld geweest, die bij de Razzia van Rotterdam in november 1944 waren opgepakt.

Het voormalige Kamp Esterwegen, dat zich in de huidige Samtgemeinde Nordhümmling bevindt, huisvest de centrale herdenkingsplaats voor alle 15 Emslandlager. Daar is ook een bezoekerscentrum.

#### Aanbevolen literatuur over dit onderwerp
- Gevangen in het veen. De geschiedenis van de Emslandkampen Pieter Albers Uitgeverij Friese Pers/Noordboek, druk 4 / 2009. ISBN 9789033005411
- Erich Kosthort und Bernd Walter: Konzentrations- und Strafgefangenenlager im Dritten Reich, Beispiel Emsland, 3 Bde. Düsseldorf 1983

### Na 1945
Het dorp Dalum had in het verleden een aardoliebron. De olie was, evenals die van het Drentse Schoonebeek, nogal dik en stroperig. De olie werd met behulp van zgn. ja-knikkers opgepompt. In Dalum stond in de jaren 1950 en 1960 een kleine olieraffinaderij. Deze werd wegens onvoldoende rentabiliteit opgeheven; de weinige olie uit de streek, die nog opgepompt wordt, gaat naar de raffinaderij in het naburige Holthausen, gemeente Lingen. Aan de oliewinning herinnert nog de in het gemeentewapen afgebeelde boortoren.
De gemeente Geeste kwam bij twee gemeentelijke herindelingen tot stand. In 1971 fuseerden de gemeentes Dalum, Osterbrock en Geeste. Op 1 maart 1974 kwamen de andere dorpen daarbij.

## Bezienswaardigheden, toerisme
- Geeste ligt in een aantrekkelijke omgeving, die zich leent voor het maken van meerdaagse fietstochten. Door de gemeente lopen enkele langeafstands-fietsroutes, waaronder de Ems-Radweg. Enkele verspreid liggende bossen, o.a. bij de oevers van de Eems, noden tot wandelingen.
- Direct ten zuidoosten van het dorp Geeste is een toeristische trekpleister te vinden: de Geester See (het Speicherbecken Geeste), een kunstmatig aangelegd meer met een zeil-, surf- en duikschool en andere watersport- en recreatiefaciliteiten.
- Ook ligt aan de A31 ten westen van Groß Hesepe hier het Emsland Moormuseum. Dit is een veenmuseum, met veel historische werktuigen, waaronder grote diep-ploeg-machines, die ook in de jaren 1930 in Drenthe zijn gebruikt bij de veenontginning, en ook, evenals in het 35 km verderop in Nederland bij Emmen gelegen Veenpark, historisch treinmaterieel en informatie over de geschiedenis van de veenarbeiders.

- Ten dele ligt Geeste ook in het Internationaler Naturpark Bourtanger Moor-Bargerveen, zie link onderaan dit artikel.

## Afbeeldingen

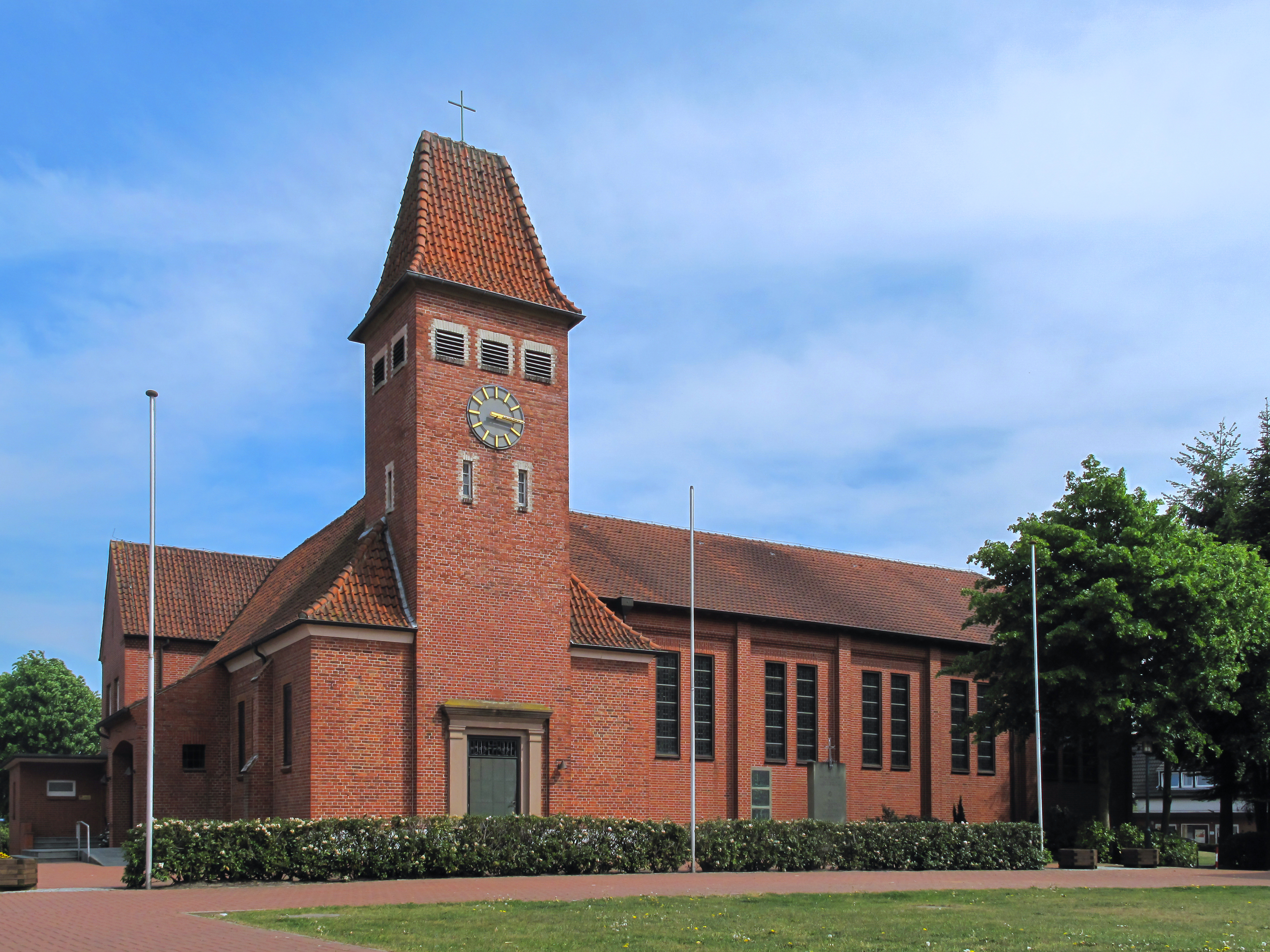
Osterbrock, Sint-Isidoruskerk

## Belangrijke personen in relatie tot de gemeente

### Geboren in de gemeente Geeste
- Johann Gerhard Bekel, die ook de naam Hermann Eilers gedragen heeft, geboren op 15 januari 1745 te Dalum, overleden op 21 april 1795 te Klein Hesepe, pionier in het veen van het Bourtanger Moeras, vanaf 1784 te Hesepertwist, tegenwoordig gemeente Twist; één van zijn afstammelingen is de uit Drenthe afkomstige beroemde scheikundige Ben Feringa.
- Heinrich Kuhr, geboren op 28 juni 1892 te Bramhar, overleden op 22 december 1971, in de Duitse katholieke politiek belangrijk vertegenwoordiger van landpachters en dagloners (Heuerleute) en kleine boeren. Tot 1933 was hij voorzitter van de VCH, een belangenvereniging van deze mensen. Kuhr was een tegenstander van het nationaalsocialisme, en was al voor de Tweede Wereldoorlog bevriend met de latere bondspresident Heinrich Lübke. Hij leidde een boeren-coöperatie die in 1932 land aankocht en het dorp Osterbrock in de gemeente Geeste stichtte.
- Aloys Coppenrath, geboren op 9 oktober 1933 te Groß Hesepe, overleden op 20 maart 2013, plaats van overlijden onbekend, begraven te Osnabrück, zoon van een banketbakker. Hij was medeoprichter van het bekende bedrijf Coppenrath & Wiese, dat te Westerkappeln diepvriesgebak ging produceren.

### Overigen
- Christian Drosten, geboren op 12 juni 1972 in de stad Lingen, bekend Duits viroloog, groeide op als boerenzoon te Groß Hesepe